# سیبور
سیبور (انگلیسی: Sibur) شرکت صنایع پتروشیمی روسی است، که در سال ۱۹۹۵ توسط لئونید میخلسون تأسیس شد.